# Euphorbia prostrata
Chamaesyce prostrata é uma espécie de planta com flor pertencente à família Euphorbiaceae. 
A espécie foi descrita por William Aiton, tendo sido publicada em Flora of the Southeastern United States 713, 1333. 1903.

## Portugal
Trata-se de uma espécie presente no território português, nomeadamente em Portugal Continental, no Arquipélago dos Açores e no Arquipélago da Madeira.
Em termos de naturalidade é introduzida nas três regiões atrás referidas.

## Protecção
Não se encontra protegida por legislação portuguesa ou da Comunidade Europeia.[carece de fontes?]